# 직산현 관아
직산현 관아(稷山縣官衙)는 대한민국 충청남도 천안시 직산면에 있는 조선시대 직산현의 지방행정사무를 보던 관청 건물들이다. 1976년 1월 8일 충청남도의 유형문화재 제42호로 지정되었다.

## 개요
《여지도서》에 의하면 조선후기에는 많은 건물이 있었던 것으로 보이나, 지금은 내동헌, 동헌, 내삼문, 관아문 등 4동의 건물만이 남아있다.
동헌은 현감이 업무를 처리하던 곳으로 정면 7칸 측면 3칸이며, 중앙 4칸은 우물마루의 넓은 대청이고, 왼쪽은 2칸의 온돌방, 오른쪽에는 1칸의 온돌방으로 되어 있다. 대청과 온돌방 앞으로 반칸의 툇마루가 달려 있다.
내동헌은 현감이 생활하던 곳으로 정면 4칸 측면 2칸의 건물인데 오른쪽 3칸은 툇마루가 달린 온돌방이고 왼쪽 1칸은 부엌이다.
관아의 문은 정면 3칸 측면 2칸으로 문 위에 누각이 있는 2층 형태의 건물이다. 문의 중앙에는 호서계수아문(湖西界首衙門)이라는 현판이 걸려 있는데, 이는 직산현이 경기도와 호서의 경계가 되는 관청이기 때문이다.

## 같이 보기
- 장렬왕후 - 이곳 직산현 관아에서 태어났다.

## 참고 자료
- 《문화재해설》, 충청남도, 1990년
- 《문화유적총람 - 성곽·관아편》, 충청남도, 1991년
- 《문화재대관》, 충청남도, 1996년
- 《천안시지》, 천안시, 1997년
- 《충청남도지정문화재해설집》, 충청남도, 2001년